# Pistolet świetlny

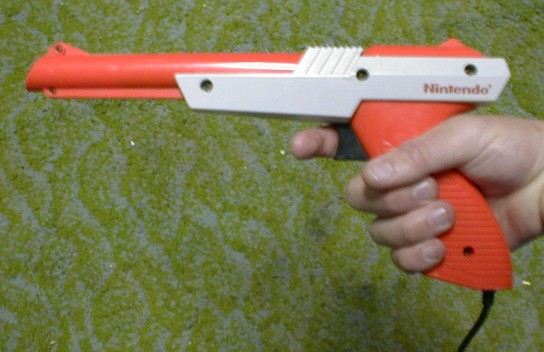
Pistolet świetlny NES Zapper do konsoli NES

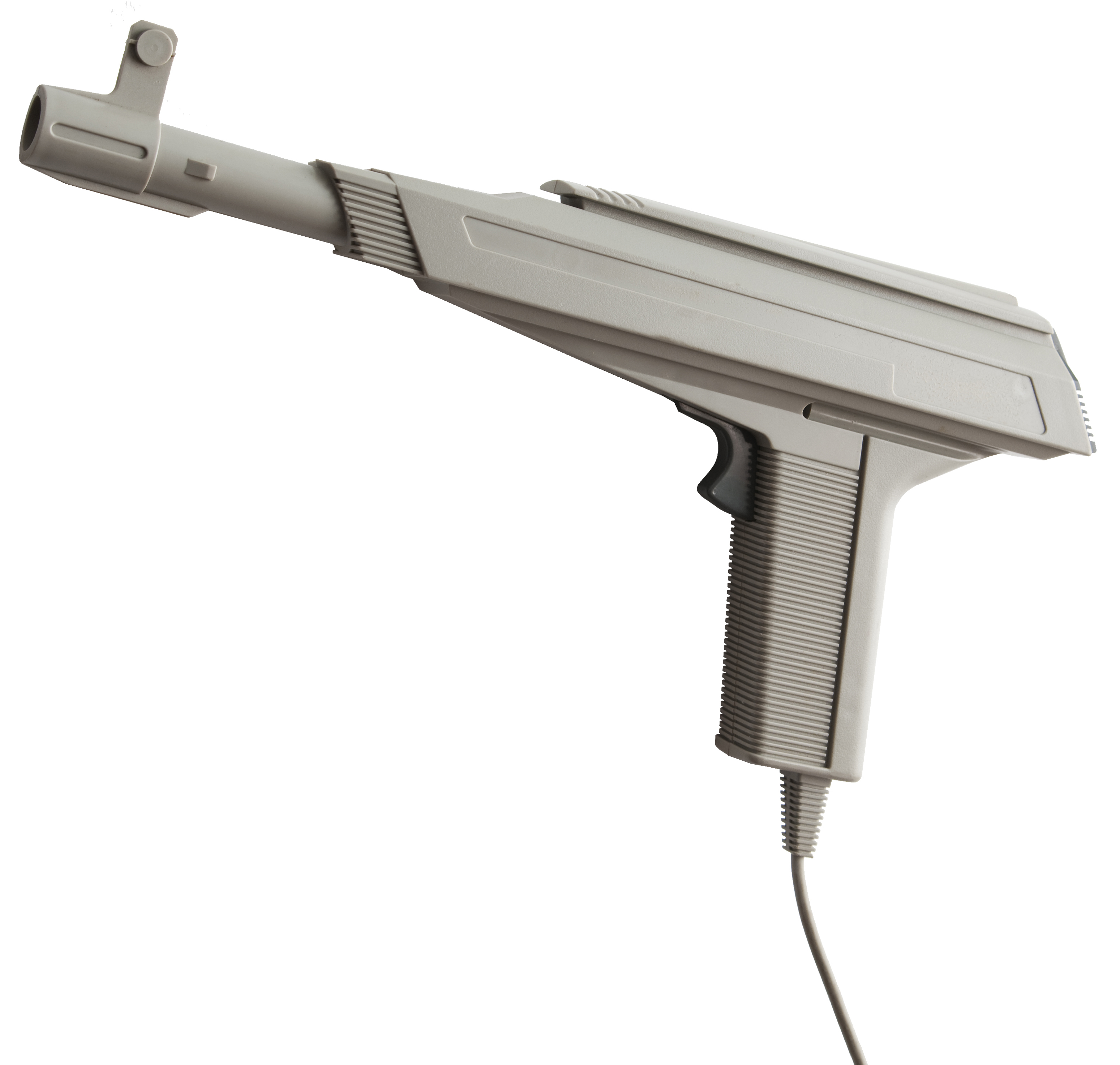
pistolet świetlny XG-1 do konsoli XEGS

Pistolet świetlny (ang. light gun) – urządzenie wskazujące stosowane w grach komputerowych. Umożliwia sterowanie oraz możliwy jest do oprogramowania w podobny sposób jak pióro świetlne.
Umożliwia grę, w której sterowaniu realistycznie oddano strzelanie, wymagane jest dokładne i szybkie celowanie, trudne do uzyskania zwykłym dżojstikiem.
Sama idea pistoletu świetlnego pochodzi z lat 30. XX wieku, np. gra z 1936 – Seeburg Ray-O-Lite. Był on wykorzystywany również w najstarszych konsolach, jak Odyssey od Magnavox.
Metod działania pistoletów świetlnych jest kilka, sama zasada opiera się na prostych fotodiodach zamontowanych w pistolecie. Po naciśnięciu spustu ekran jest wygaszany, następnie odpowiedni fragment ekranu na chwilę zmienia kolor na biały, pistolet może odczytać jasny punkt i w efekcie pokazuje (lub nie) trafienie. Z tego względu w niektórych grach można było oszukiwać, kierując kontroler w stronę źródła silnego światła, np. żarówki. Metoda ta jednak nie sprawdza się przy nowoczesnych ekranach plazmowych bądź LCD. Pistolety świetlne niektórych konsol, jak CD-I, zamiast na sygnale z TV, były oparte na zewnętrznym czujniku. Z kolei konsole takie jak Wii umożliwiają wykorzystanie kontrolerów ruchowych jako pistoletu świetlnego, z czego korzystają takie gry jak House of the Dead: Overkill.